# 手ぶれ補正機構

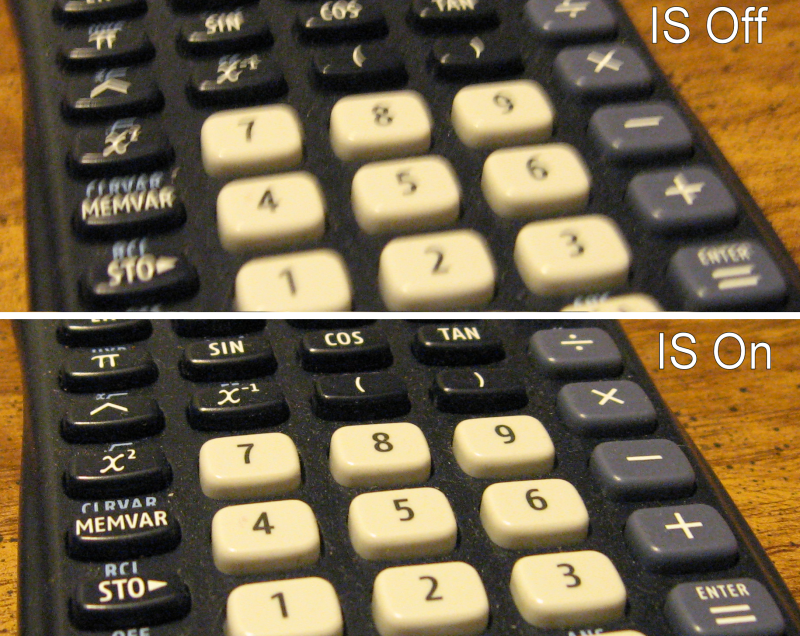
キーパッドの接近写真による手ぶれ補正機構の有無の比較

手ぶれ補正機構（てぶれほせいきこう、英: image stabilization）は、カメラ、デジタルカメラ、ビデオカメラおよび双眼鏡で生じる、手ぶれによる映像の乱れを軽減させる仕組みのことである。

## 手ぶれ補正が使用される目的
手振れ補正の原理は機器の種類によって大きな差はないが、目的や使用法には若干の違いがある。

### 静止画撮影
静止画撮影における手ぶれ補正機構は、手ぶれにより生じる画像の乱れを防ぐことを目的とする。
静止画撮影における手ぶれとは、シャッターを押す時に、保持力が不十分であることなどに起因して手持ちしているカメラが動くことによって生じる画像のぶれである。
物理的には、露光時間の間にカメラ中の露光面が移動することによって、その露光面に当たる光が変化することによって生じる。直接的には、カメラの動きが原因であるが、そのカメラを支えるものは通常「手」であるため手ぶれと呼ばれる。片手で撮影するなど撮影者の問題である場合は、撮影時の姿勢や持ち方によってある程度は手ぶれを抑えることができる。しかしながら、撮影者が十分に気をつけていても、人間はカメラを完全に静止させることができないためにわずかな手ぶれは発生してしまう。また、後述するように、周囲が暗い場合などシャッター速度が十分に確保できない場合、手ぶれを防ぐのは難しい。
シャッター速度が速い場合、つまり露光時間が短い場合には、カメラの動きがほとんど撮影画像に影響を与えないため手ぶれが生じることは少ない。また、レンズの焦点距離が長くなればなるほど、カメラのわずかな動きであっても露光面に当たる光には大きな動きが生じるようになるから、焦点距離が長いとそれだけ手ぶれも生じやすい。ただし、焦点距離が短くても絞り値が大きくなればシャッター速度が遅くなるために、手ぶれは生じやすくなる。
一般的には、「使用レンズの35ミリ判カメラ換算の焦点距離分の1のシャッター速度」が手ぶれしにくい（「しない」という保証的な意味を含む数値ではない）限界の目安と言われている。つまり、焦点距離が長い望遠レンズでは高速なシャッター速度が要求される。たとえば、換算300mm望遠レンズでは、目安として1/300秒以上のシャッター速度が必要である。

#### 補正効果と注意点
手ぶれ補正の効果は機種により異なるが、2020年には露出段数換算で8段の補正効果を謳う機種も登場している。
補正を行っても手ぶれを完全に除去することはできず、性能の限界を超えた低速シャッターを用いると手ぶれが生じる。また、被写体の動き（特にスポーツ撮影時の激しい動きや長時間露光時の被写体の動き）による被写体ぶれを抑えることは原理上できない。
三脚を使う場合は、手ぶれ補正機能を無効にしないと、逆に装置側が誤作動し、ぶれたようになってしまうものもある。

### 動画撮影
動画撮影における手ぶれとは、手持ちしたカメラの不要な揺れをいう。視聴時には画面全体が揺れて不快な映像となるため、これを除去することが手ぶれ補正機構の目的である。特に望遠撮影においては手ぶれが顕著に現れる。
静止画撮影と同じく、カメラの持ち方を工夫したり三脚を用いることで軽減できる。また、バネやジャイロを使って手ぶれを防ぐ「ステディカム」が、映画撮影やスポーツ中継などで使われている。ENGで使用されるビデオカメラは、大きさと重量から肩乗せ式である、その保持スタイルは不要な揺れを少なくすることにも寄与している。

### 双眼鏡
双眼鏡では、手振れにより体感的な解像度低下や疲れやすさの問題が出る。
技術的にはカメラの光学式の補正機構と同様であり、国内メーカーではキヤノンがスチルカメラの技術を応用した製品を出している。

## メカニズム
手ぶれ補正には物理的に光軸を調整する光学式と、デジタルカメラ等においては受光素子から受け取った画像データに計算を行い補正を施し記録する電子式が存在する。

### 光学式
光学式はレンズやイメージセンサーを移動させることで手ぶれを打ち消す方式である。メカニカル補正ともいう。
レンズ内に補正光学系を設けたものをレンズシフト方式、イメージセンサー移動させるものをセンサーシフト方式と呼ぶ。レンズシフト方式はレンズ内手ぶれ補正機構、センサーシフト式はボディ内手ぶれ補正機構（英: In-Body Image Stabilization, IBIS）などと呼ばれることも多い。
電子式手ぶれ補正よりも画質劣化が少ない点が利点である。いずれの方式もレンズやイメージセンサの駆動系を組み込む必要があるため、小型カメラには最適とは言いづらかったが、システムの小型化が進み、スマートフォンにおいても、Nokiaが2012年に発売したLumia 920に初めて搭載され、Appleが2015年に発売したiPhone 6 Plus等のように、光学式手ぶれ補正を内蔵した機種が登場している。

#### バリアングルプリズム方式
レンズと同じ屈折率の液体を2枚のレンズではさみ、蛇腹状に動かすことによって撮像体への投影を補正する方式で、これはプリズム効果による色分解が出ないぎりぎりのやり方だった。1992年にキヤノンとソニーが共同開発し、家庭用ビデオカメラとしてはソニーが1992年にハンディカムCCD-TR900でこれを搭載した。キヤノンは同年VLマウントビデオレンズ「T10G-RF」を、1994年にビデオカメラ「ムービーボーイE1」を発売した。そして1995年にはキヤノン製双眼鏡にも同機構が組み込まれた。

#### レンズシフト方式
写真レンズ内に振動ジャイロ機構を備えた補正レンズを組み込み、ブレを打ち消す方向に補正レンズを動かすことによって光軸を補正する方式である。これにより受光面（フィルムやイメージセンサー）に到達する光の動きを抑えることで手ぶれを軽減させる。キヤノンのIS (Image Stabilizer) 方式、ニコンのVR (Vibration Reduction) 方式（COOLPIX S700など一部の機種を除く）、ソニーのOSS(Optical Steady Shot)方式（サイバーショットおよびα Eマウント）、パナソニックのMEGA OIS方式、シグマのOS (Optical Stabilizer) 方式、タムロンのVC (Vibration Compensation) 方式などがこの方式を用いている。
利点として、フィルムカメラでも手ぶれ補正効果が得られる、一眼レフの光学式ファインダーでも画像の揺れが補正され撮影しやすい、レンズごとに補正機構を最適化できるので高い補正効果を期待できることがある。一方、補正用レンズや駆動系を組み込むため、光学系の設計に制約が生じ、レンズが大きく重くなるほか、レンズ交換式ではレンズごとに補正機構を有するため総コストが高くなる、原理的に光軸を軸とした回転ぶれが補正できないという欠点がある。
パナソニックは1988年に民生機としては世界初となる光学式手ぶれ補正機構を搭載したS-VHSフルカセットビデオカメラ「PV-460」（北米向け品番　国内には翌1989年にNV-M900として発売）を世に送り出すも、レンズ鏡筒全体を動かすのでどうしても大型化してしまい、小型化のため電子式に転換せざるをえなかった（電子式で「ブレンビー NV-S1」をヒットさせた）。しかし、電子式のシステム上の限界や画質向上のため再度光学式の開発を行い、1999年によりコンパクト化した光学式手ぶれ補正機構を搭載したデジタルビデオカメラ「NV-DS9」を発売し、この技術がその後のパナソニック製デジタルカメラにも用いられた。
ニコンは1994年に光学式手ぶれ補正方式を採用した世界初の35 mmコンパクトカメラ「ニコンズーム700VRQD」を発売した。
一眼レフカメラ用レンズでは1995年に発売されたキヤノンのEF75-300mm F4-5.6 IS USMが最初になる。
コンパクトデジタルカメラでは、オリンパスが2000年8月にCAMEDIA C-2100 UltraZoomでキヤノン製の手ぶれ補正機構を搭載した。キヤノンもこれに続いてPowerShot Pro90 ISをリリースした。2003年にパナソニックが小型コンパクトデジタルカメラ「DMC-FX1」と「DMC-FX5」に同クラスとしては初となる手ぶれ補正機構を搭載して以降、2005年にはソニーが、2006年にはニコンとキヤノンが、いずれも小型コンパクトデジタルカメラなどで、より小型化された補正レンズが組み込まれたものを販売している。一般的に補正機構が大きくなってしまうため、レンズ自体が大きく高価になったが、現在では克服され、小型コンパクトデジタルカメラにも搭載されている。

#### イメージセンサーシフト方式
振動ジャイロ機構で手ぶれを感知し、CCDなどのイメージセンサー（撮像素子）を手ぶれに応じて移動させることによって光軸を正確に当てる方式である。
当時のミノルタ（現コニカミノルタ）がAnti-Shake方式として、2003年に発売した「DiMAGE A1」に初めて搭載した。その後リコーが2005年に発売した「キャプリオR3」に、またペンタックスが2006年に発売した「Optio A10」にはSR (Shake Reduction) 方式という名称で、オリンパスも「μ750」で、2007年には富士フイルムが「FinePix F50fd/Z100fd/S8000fd」で、ニコンが「COOLPIX S700」にVR方式として、共にほぼ同様のシステムを搭載した。
デジタル一眼レフではコニカミノルタが「α-7 Digital」にAnti-Shake方式の機構を搭載、ソニーがコニカミノルタより開発/販売を受け継いだα Aマウントでは、名称がAnti-ShakeからSuper Steady Shotへ変更され、2008年以降はレンズシフト式との区別から、冠のSuperを外してSteady Shotに変更された。ペンタックスも「K100D/K10D」にSR方式の補正機構を組み込んだほか、オリンパスも「E-510」に「IS (IMAGE STABILIZATION)」を組み込んでいる。
カメラ本体に補正機構を組み込むことで、レンズ自体に補正レンズを組み込む必要がなく、一眼レフカメラなどレンズ交換式カメラにおいては既存のレンズでそのままブレ補正の機能が利用できる。ライブビュー機能やEVFならば、レリーズ前から手ブレ補正の効果をプレビューすることが可能である。原理的には縦・横・回転の3軸の補正が可能というメリットがある。このセンサーをシフトする機構を応用して自動水平補正や構図微調整の機能、GPSユニットと組み合わせた天体追尾撮影機能、1画素未満の微振動でローパスフィルター同等の効果を得る機能（以上はペンタックスのセンサーシフト機構による応用機能）、1画素単位の稼働と電子シャッターの併用による複数枚撮影と画像合成で高解像度・高画質の画像を生成する機能（ペンタックスのリアルレゾリューションシステムやオリンパスのハイレゾショット）、イメージセンサーを微振動させ埃を弾き飛ばす「ほこり除去機構」などを備える機種もある。
欠点としては、前述のレンズシフト方式に比べた場合に、光学式ファインダーの場合にはファインダー内でブレ補正の効果が確認できないこと、あらゆるレンズで最高の効果を得るためにはレンズごとに最適値が異なる駆動パターンをデータとしてボディーに用意しておく必要があること（データのないレンズでは暫定値での制御となり補正効果が低下する）が挙げられる。また機構上センサーの放熱構造にゆとりがないため長時間の動画撮影に向かず、真夏の炎天下などでは数分程度でカメラの動作が停止することがある。デジタル歪曲補正を利用することを前提として設計された歪曲収差の大きなレンズを使用した場合は中央部と外周部で像の移動量が異なるため一部しか最適な効果が得られない。また、超望遠レンズで十分な補正効果を得るためには、原理的にセンサーの可動域を大きくする必要があるため、市販品のカメラでは補正機構の効果を実用的な範囲内の焦点距離に限定している場合がある。

#### レンズユニットスイング方式
振動ジャイロセンサーで手ぶれを感知し、イメージセンサー（撮像素子）を含むレンズユニット全体を手ぶれに応じて微小回転させることによって撮影光軸を一定に保つ方式。
他の手ぶれ補正方式、すなわちイメージセンサーと被写体像の位置関係を補正する方式とは補正の原理が異なり、使用者の手によってカメラ外装に与えられる手ぶれ振動をレンズユニットまで伝えないようにする、いわゆる免振システムの一種である。イメージセンサーと一体化したレンズユニット全体をカメラ内部で手ぶれに逆らう方向に微小回転させるので、イメージセンサーまでを含めた光学系全体の要素位置関係を崩すことなく手ぶれ補正できる。原理的には単純な方式であるため、他の方式のような特殊な専用光学設計や画像処理回路などを必要とせず、手ぶれ補正に伴うノイズ強調・画素数ロス・光学収差の劣化対策などの設計的な諸問題とも無縁である。しかし、レンズユニットが大型である場合は機構の大型化や消費電力増大などの問題が大きく、またレンズユニットの一部が外部に突出している製品には適用しにくいという使用上の制約があるため、一眼レフタイプやレンズユニット繰り出しタイプなどのカメラ形態には適さない。
1989年6月にパナソニックが民生機で初めて手振れ補正機構 (EIS=Electric Image Stabilizer) を内蔵したS-VHSフルカセットのビデオカメラNV-M900を発売した。このカメラでは撮影時のパンニングに対応して、垂直方向のみ補正を行う機能も併せ持っている。2005年にはコニカミノルタ社が、コンパクトデジタルカメラ向けの新型Anti-Shake機能であるレンズユニットスイング式手ぶれ補正を採用したDiMAGE X1を発売した。2012年にソニーが空間光学手ブレ補正機能としてHDR-CX720VとHDR-PJ760Vのビデオカメラに採用した。

#### レンズ・ボディ併用型
オリンパスが「5軸シンクロ手ぶれ補正」、パナソニックが「Dual I.S.」としてそれぞれ一部のカメラ本体・レンズに搭載した機構で、対応した本体とレンズで、レンズ内の補正機構とボディ内の補正機構を協調させることにより、より強力な手ぶれ補正を可能にする。オリンパスは最大7.5段分の補正が可能になるとしている。

### 電子式
デジタルカメラやデジタルビデオカメラで搭載されることが多い。撮影可能領域を一定のサイズに狭め、撮影の際にバッファメモリに画像を読み込み、最初に撮影した画像とそれ以降に撮影した画像とを比較、その移動量を演算し、撮影可能領域を自動的にずらして撮影し記録する。撮影可能領域がイメージセンサーの一部分しか使われないため、イメージセンサーの能力を完全に引き出せないのと、動画には比較的効果があるが、静止画には有効ではないという欠点がある。静止画用の電子式手ぶれ補正には他に撮影後の画像を加工（レタッチ）する事によって見かけ上、ブレを少なく見せるタイプのものもあり、共に電子式、またはデジタル式手ぶれ補正と呼ばれる。この方式もノイズの強調などの画像の劣化を招く。また、動画編集ソフトウェアの中には、既に撮影済みの動画の周辺部を切り取って拡大することで、同様の原理を用いて手ぶれ補正を行う機能を持つものが存在する。ただしいずれもブレの大きいシーンでは、コンニャク現象という映像が歪む問題が発生しやすい。
パナソニックは1990年6月に電子式としては世界初の手ぶれ補正「ファジィ・ジャイロ」採用のS-VHS-CビデオカメラNV-S1を発売した。携帯電話の静止画デジタル式手ぶれ補正技術はNECのN902iにはじめて搭載された。携帯電話向けの静止画補正技術の代表的な例としては、東京大学出身のエンジニアを中心に設立された株式会社モルフォが開発したPhotoSolidがある。N902iSに初めて搭載され、以後、パナソニック製、シャープ製の機種にも搭載された。N905iからは被写体ぶれにも対応したPhotoSolid 2.0が搭載されている。また、ペンタックスMX-1のように、光学式手ぶれ補正で撮影した上で、電子式で画像補正をかける両方式を併用した手ぶれ補正機構を搭載したカメラも発売されている。

### 外装式

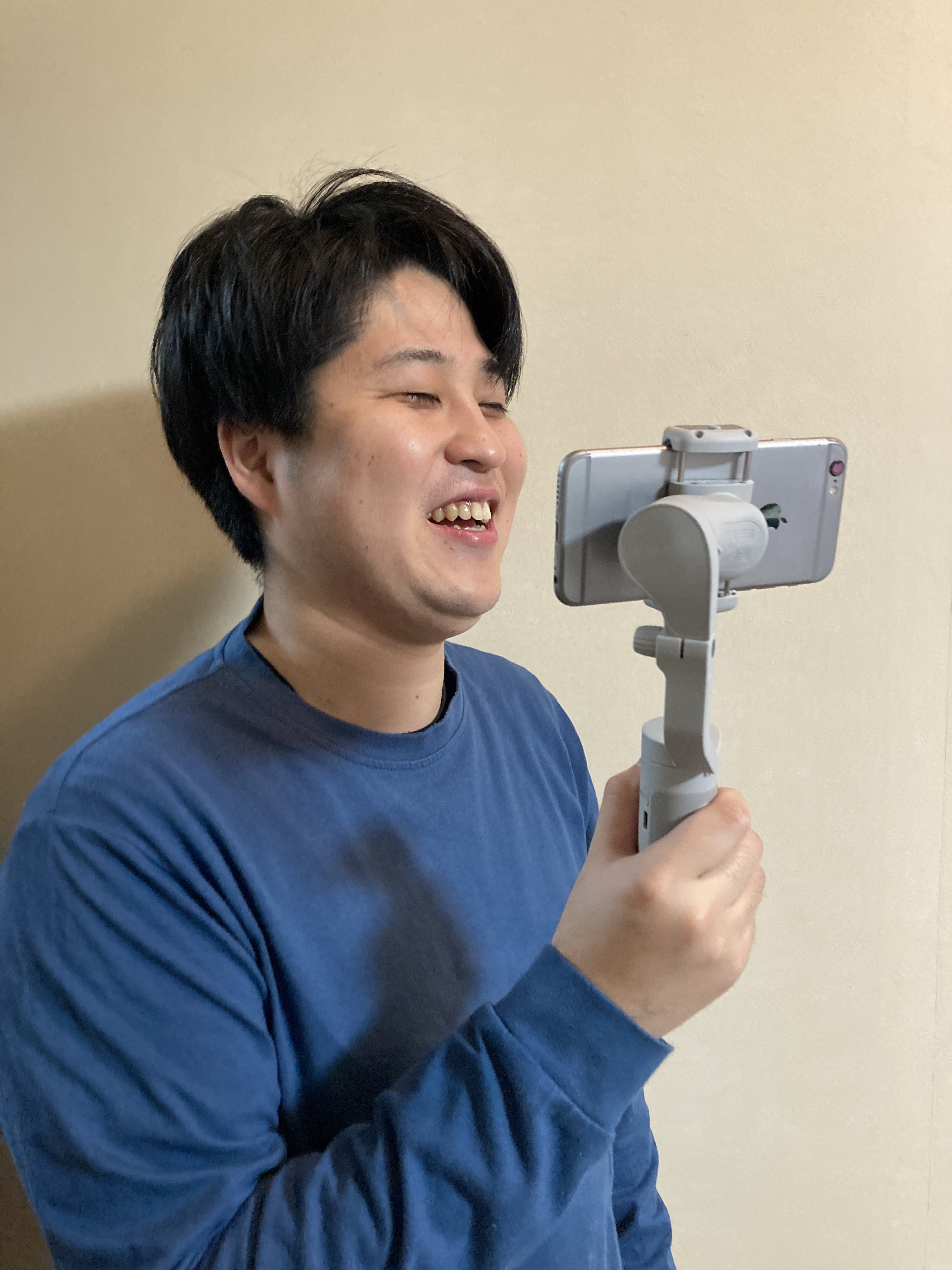
DJIのスマートフォン用ジンバルを使う男性

カメラの外側に装着し、手持ちでブレを減少させるための装置類。

#### リグ
リグ(Rig)はカメラの専用の「枠」。カメラを撮影者の肩で支えるなど安定して撮影が行えるようになり、大幅にブレが軽減される。

#### ジンバル
ジンバル（Gimbal）は、ジャイロスコープやヤジロベエの原理を用いたスタビライザー。装着したカメラの水平を保ってくれるため、移動撮影時の揺れやブレを減少させることができる。
2015年にはDJIから3軸ジンバル映像安定化技術を採用した一体型カメラが初めて発売された。以降、スマートフォンやGoProなどを装着し、静止画および動画撮影を行う際のブレを抑止するジンバル製品が中国企業を中心に多数販売されるようになった。デジタルカメラ、ミラーレス一眼カメラといった重量のあるカメラを搭載できるタイプの製品もある。